# Ciderum
Ciderum is een bestuurslaag in het regentschap Bogor van de provincie West-Java, Indonesië. Ciderum telt 14.482 inwoners (volkstelling 2010).